# Llandudno FC
MBi Llandudno FC is een Welshe voetbalclub uit Llandudno.
De huidige club werd in 1988 opgericht en de historie van het voetbal in Llandudno gaat terug tot 1878 toen de club Gloddaeth Rovers opgericht werd. Llandudnu FC won in het seizoen 2014/15 de Cymru Alliance en promoveerde voor het eerst naar de Welsh Premier League. Daarin werd in het seizoen 2015/16 een derde plaats behaald waardoor de club zich plaatste voor de eerste voorronde van de UEFA Europa League 2016/17.

## In Europa
#Q = #kwalificatieronde, T/U = Thuis/Uit, W = Wedstrijd, PUC = punten UEFA coëfficiënten .
Uitslagen vanuit gezichtspunt Llandudno FC
| Seizoen | Competitie    | Ronde | Land            | Club         | Totaalscore | 1e W    | 2e W    | PUC |
| ------- | ------------- | ----- | --------------- | ------------ | ----------- | ------- | ------- | --- |
| 2016/17 | Europa League | 1Q    | Vlag van Zweden | IFK Göteborg | 1-7         | 0-5 (U) | 1-2 (T) | 0.0 |

Totaal aantal punten voor UEFA coëfficiënten: 0.0
Zie ook
- Deelnemers UEFA-toernooien Wales
- Ranglijst van alle clubs die in de diverse Europa Cups zijn uitgekomen

Airbus UK Broughton ·
Bangor 1876 ·
Buckley Town ·	
Caersws ·
Colwyn Bay ·
Denbigh Town ·
Flint Mountain ·
Gresford Athletic ·	
Guilsfield ·
Holywell Town ·
Llandudno ·
Llay Welfare ·
Mold Alexandra ·
Penrhyncoch ·
Prestatyn Town ·	
Ruthin Town